# Cantó de Saulx
El cantó de Saulx és un cantó francès del departament de l'Alt Saona, situat al districte de Lure. Té 17 municipis i el cap és Saulx.

## Municipis
- Abelcourt
- Adelans-et-le-Val-de-Bithaine (part)
- Betoncourt-lès-Brotte
- Châteney
- Châtenois
- La Creuse
- Creveney
- Genevrey
- Mailleroncourt-Charette
- Meurcourt
- Neurey-en-Vaux
- Saulx
- Servigney
- Velleminfroy
- Velorcey
- La Villedieu-en-Fontenette
- Villers-lès-Luxeuil

## Història
| Data d'elecció                           | Identitat        | Partit               | Qualitat |
| ---------------------------------------- | ---------------- | -------------------- | -------- |
| 1945-1958                                | M. Poirot        | Divers droite        |          |
| 1958-1982                                | M. Billing       | radical, després MRG |          |
| 1982-1988                                | Robert Diziain   | RPR                  |          |
| 1988-                                    | Michel Weyermann | PS                   |          |
| les dades anteriors no són pas conegudes |                  |                      |          |
|                                          |                  |                      |          |

## Demografia
| A partir de 1990: Població sense dobles comptes |